# Ню Куяма (град, Калифорния)
Ню Куяма (на английски: New Cuyama) е град в окръг Санта Барбара, щата Калифорния, САЩ. Ню Куяма е с население от 517 жители (по данни от 2010 г.) и обща площ от km². Намира се на m надморска височина. ЗИП кодовете му са 93254, а телефонният му код е 661.